# Petar Nadoveza
Petar Nadoveza (9 de abril de 1942-19 de marzo de 2023) fue un futbolista croata que se desempeñaba como delantero. Era apodado el Pelé de Split o más popularmente Pete.
En 1967, Petar Nadoveza jugó para la selección de fútbol de Yugoslavia, siendo su único llamado para enfrentarse a la Selección de Albania. Nunca más fue nominado.

## Trayectoria

### HNK Šibenik
Nadoveza inició su carrera como infantil y juvenil en el equipo HNK Sibenik. En la academia juvenil y bajo la guía de Stojan Mileta, creador de un lote de talentos de la región. En ese tiempo [[Slavko 
Luštica]] era el entrenador del Šibenik siendo un equipo feroz en la Segunda División de Yugoslavia.

### Hajduk Split
En 1963 Nadoveza se mudó al Hajduk Split en donde estaría por 10 años de su carrera. Fue un real asesino en el campo. Sorprendía con su rapidez y su instinto real para el gol. Nadoveza no era un jugador muy disciplinado, teniendo confrontaciones con sus entrenadores, principalmente con Branko Zebec, pero el mostraba su compromiso por el club y por el partido. Querido por sus aficiones y por el personal del club. Su incidente más famoso fue en 1964 cuando asaltó el árbitro de futbol Strmčeg, estando suspendido por 6 meses sin jugar futbol.
Durante los años 1960's Hajduk no jugó en la Primera División de Yugoslavia y muchas veces fueron enviados a jugar en la Segunda División. En la temporada 1965-66 jugando en la Primera División el Hajduk fue acusado de manipular encuentros siendo relegado. Se abandonó el caso de amaño de partidos, pero el Hajduk se salvó del descenso. Gracias a Nadoveza quién anotó 21 goles esa temporada, el equipo se salvó y permaneció en la Primera División. Nadoveza fue el máximo goleador en esa temporada. En 1967 m ayudó al Hajduk a ganar su primera Copa de Yugoslavía. Jugó en la temporada 1967-68 en los Ganadores de Copa de Europa, siendo para el Hajduk su primera participación en una competición de la UEFA.
Al final de la década de 1960's muchos talentos jóvenes surgieron como Jerković, Džoni y Mužinić, quienes se unieron al club y sustituyendo a la vieja guardia con Navedeza quienes manejaban y creaban un nuevo Hajduk. Su primer éxito fue en la temporada 1970-71 en la Primera División de Yugoslavia la cual ganaron de manera dramática. El juego más dramático fue contra el FK Partizan en Belgrado donde Hajduk necesitaba 2 puntos para asegurar el trofeo. Hajduk estaba perdiendo 3-0 pero en el segundo tiempo Nadoveza anotó dos goles y motivó al equipo para ir por el resultado. Hajduk ganó el juego 3-4 y aseguró el campeonato. Nadoveza fue el líder de goleo en esa temporada con 20 goles. Nadoveza ganó su Segunda Copa en Yugoslavia en 1972. En su última temporada para el club, ganó su tercera Copa de Yugoslavía y ayudó al Hajduk a participar en 1972-73 en los Ganadores de la Copa de Europa de la UEFA. Fueron eliminados en semifinales cuando perdieron ante el equipo inglés Leeds United
En 1973, después de jugar 10 años con el Hajduk dejó el club y se fue al KSC Lokeren, un club de Bélgica, en donde se retiró. Nadoveza tuvo 460 apariciones para el Hajduk en donde anotó 296 goles siendo el 5.º goleador en la historia del Hajduk. Se retiró en 1975.

## Con la Selección
Nadoveza debutó para Yugoslavia en mayo de 1967 en la clasificación Europea contra Albania, siendo esta su única aparición internacional. Nunca más fue llamado a pesar de ser un temible delantero.

## Carrera como entrenador
Nadoveza inició su carrera como entrenador en Hajduk Split en 1982. Durante dos años como entrenador, ganó la Copa de Yugoslavia en 1984, finalizando segundo en 1982-83 en la Primera División de Yugoslavia y llegando en la temporada 1983-84 a las semifinales de Copa de la UEFA, en donde perdieron ante el club inglés Tottenham en tiempo extra, porque el partido había finalizado empatados a 2 goles. En 1996 ganó la Copa de Eslovenia con el Olimpija Ljubljana.
En el año 2000, inició su tercera temporada con Hajduk ganando la Copa de Croacia cuando su equiderrotó a su más grande rival el Dínamo Zagreb. En 2003 fue a la HNK Hajduk Split Academy donde trabajó con los jóvenes. En mayo del 2004, sustituyó a Zoran Vulić del equipo de Hajduk tres rondas antes de terminar la temporada. El restauró la seguridad y moral en el equipo ganando en la temporada 2003-04 Prva HNL. En julio de 2004, fue director de la Academia de Hajduk. En 2006 trabajó como director deportivo del Hajduk.

## Muerte
Petar Nadoveza murió el 19 de marzo de 2023 a la edad de 80 años.

### Clubes
| Club         | País       | Año       |
| ------------ | ---------- | --------- |
| HNK Šibenik  | Yugoslavia | 1959-1963 |
| Hajduk Split | Yugoslavia | 1963-1973 |
| Lokeren      | Bélgica    | 1973-1975 |